# كسيروكامبوس (دوديكانيسوس)
كسيروكامبوس (Ξηρόκαμπος) هي قرية في جزيرة ليروس. تنتمي إداريًا إلى بلدية ليروس التابعة للوحدة الإقليمية لكاليمنوس. يبلغ عدد سكانها 515 نسمة وفقًا لتعداد 2011. 